# Жан II дьо Нел
Жан II дьо Нел (на френски: Jean II de Nesle; на немски: Johann II von Nesle, † 22 декември 1239) е фламандски рицар, участник в Четвъртия кръстоносен поход и Албигойския кръстоносен поход
Жан II дьо Нел е син на Жан I дьо Нел и на Елизабет Петегхем.Той е кастелан на Брюж, сеньор на Нел, Фалви и Ерел.
През 1202 г. Нел е избран от Балдуин Фландърски за един от тримата командири на фламандския флот, заедно с Тиери Фландърски и Никола дьо Майи. Флота отплава от Фландрия за Марсилия, където прекарва зимата на 1202/1203 г. Там Нел взема съпругата на Балдуин - Мария Шампанска, граф Гиг IV дьо Форез и други рицари. Вместо да се присъедини към главните сили на кръстоносния поход във Венеция, флота тръгва към Светите Земи и през пролетта 1203 г. след кратък престой в Кипър пристига в Акра. Крал Емери дьо Лузинян не желае да наруши примирието с египетския султан заради толкова малка армия (не повече от 300 души). Поради това кръстоносците се разделят. Отряд от около осемдесет рицари, водени от Ренар дьо Дампиер се поставят в услуга на Боемунд IV Антиохийски, но са разбити при една засада от султана на Алепо. С останалите рицари Жан II дьо Нел и Тиери Фландърски отиват на помощ на Киликийска Армения, тъй като тогава Армения и Антиохия са във във война. През ноември 1203г. примирието между християните и мюсюлманите е нарушено и фламандските кръстоносци се завръщат в Йерусалимското кралство, за да се бият със сарацините.През 1206 г. Жан II дьо Нел се връща обратно в родината си.
През следващите години дьо Нел оглавява профренската фракция сред фламандските барони. С това той влиза в конфликт с граф Фердинанд от Фландрия и отива в кралския двор в Париж. През 2014г. той се бие на страната на крал Филип II Август в победоносната битка при Бувине и получава право да се върне във Фландрия. Там той все още преживява трудно сред анти-френски настроените сили поради отношението си, поради което решава да се премести за постоянно в кралския двор. През 1226 г. дьо Нел придружава крал Луи VIII в Албигойския кръстоносен поход и участва в короноването на крал Луи IX. През 1234 г. придружава годеницата на краля, Маргарита Прованска, от нейната родина до Париж. През 1234 г. продава кастеланството на Брюж на графиня Йохана I (дъщеря на император Балдуин)
Жан II е женен за Евстахия дьо Сент Пол (1180-1241), дъщеря на граф Юг IV дьо Сент Пол и Йоланда, дъщеря на граф Балдуин IV Хенегау. От нея той няма деца, затова го наследява неговият племенник, Раул I дьо Клермон. Жан II основава през 1202 г. цистерцианското абатство Notre-Dame-aux-Bois при Париж (Abbaye-aux-Bois), където след смъртта му е погребан.
За него е посветен проза романът Perlesvaus (Perceval le gallois) от 1200–1240 г. 